# Turgenitubulus tanmurrana
Turgenitubulus tanmurrana é uma espécie de gastrópode  da família Camaenidae.
É endémica da Austrália.